# 向ヶ丘通
向ヶ丘通（むこうがおかどおり）は、北海道札幌市白石区から豊平区に至る札幌圏都市計画道路である。

## 概要
- 起点： 札幌市白石区南郷通17丁目南（北海道道3号札幌夕張線（南郷通）交点）
- 終点： 札幌市豊平区月寒東1条16丁目（国道36号（月寒通）、福住桑園通交点）
- 延長： 2.28km

- 全線が、札幌市認定路線（路線名:東月寒5号線、路線番号:3-50-00062）となっている。
- 国道36号と南郷通をつなぐ主要な道路である。
- 白石区方面から札幌ドーム周辺への近道としても用いられるため、札幌ドームでイベントがある際には渋滞することが多い。

## 地理
- 起点から終点まで北東～南西方向にほぼ一直線に延びる道路である。
- 幅員は、8.00m～20.57mであり、全線に渡り片側が1車線となっている。
- 交差点付近は2車線となるが、左車線が直進、および左折車線、右車線が右折の専用車線となっている。道に不慣れな者が通行するとき、道の構造上左車線が左専用、右車線が右折、および直進と勘違いすることが多く、右車線から直進しようとし事故を起こしてしまう可能性もある。

## 歴史
- 昭和初期まで、五間通り（ごけんどおり）と呼ばれ、道幅は約9m（5間=約9m）であった。
- 月寒東2条から4条にかけての坂道は、以前はもっと急な坂道であった。除雪設備が現在のように整うまでは、坂道が無くなるほどの積雪となった。

## 主な接続道路
- 北海道道3号札幌夕張線（南郷通）
- 東北通
- 北野通
- 国道36号（月寒通）
- 福住桑園通

## 河川
- ラウネナイ川

## 周辺
- 札幌ドーム
- 札幌市立羊丘小学校
- 北海道農業専門学校
- 札幌市立東白石中学校